# إدوارد أفيلينغ
إدوارد بيبينز أفيلينغ (بالإنجليزية: Edward Bibbins Aveling)‏ (29 نوفمبر 1849 – 2 أغسطس 1898) كان مدرّسًا إنجليزيًا بارزًا في علم الأحياء ومتحدثًا معروفًا عن التطور الدارويني، والإلحاد، والاشتراكية.
كان أفيلينغ مؤلفًا للعديد من الكتب والنشرات، وكان عضوًا مؤسسًا في الاتحاد الاشتراكي، وحزب العمل المستقل. لسنوات عديدة كان شريك إليانور ماركس، الابنة الصغرى لكارل ماركس.

## السيرة الذاتية

### سنواته المبكرة
ولد أفيلينغ في 29 نوفمبر 1849 في ستوك نيوينغتون، كان ترتيبه الخامس من بين ثمانية أطفال للقس توماس ويليام باكستر أفيلينغ (1815-1884)، وهو كاهن أبرشاني، وزوجته، ماري آن (توفيت عام 1877)، ابنة توماس غودال، وهو مزارع ومالك حانة، من ويسبيك في كامبريدجشير.
التحق أفيلينغ بمدرسة تونتون، وفي عام 1867 بدأ دراسة الطب في كلية لندن الجامعية. تخرج بدرجة بكالوريوس في علم الحيوان في عام 1870. بدأ أفيلينغ بتدريس علم الأحياء وإلقاء المحاضرات في العلوم في كلية الملك في لندن ولكنه لم يتمكن من التقدم بسبب إلحاده ووجهات نظره اليسارية المعلنة. بعدها ألقى محاضرات في التشريح وعلم الأحياء في مستشفى لندن الملكي حتى عام 1882.
في 30 يوليو 1872، تزوج أفيلينغ من الوريثة إيزابيل كامبل فرانك (22 نوفمبر 1849 – 12 سبتمبر 1892)، لكن الزواج استمر عامين فقط قبل أن ينفصلا وديًا. وفقًا لأفيلينغ كان سبب الانفصال هو أن إيزابيل لم تستطع المكوث معه ومع آرائه الملحدة، على الرغم من وجود شائعات بأنه تزوجها من أجل مالها، ولم ينفصلا وانتهى الزواج بوفاتها.
من عام 1872 إلى عام 1876، كان أفيلينغ مدرسًا للفيزياء وعلم النبات الأساسي في مدرسة نورث لندن كوليجيت للبنات.
في عام 1880، ألقى أفيلينغ أكثر من مائة محاضرة فكر حر وعُيِّن نائبًا لرئيس الجمعية الوطنية العلمانية. حرر المجلة الإنسانية العلمانية ذا فري ثينكار عندما سُجن محررها المؤسس جورج ويليام فووت بتهمة الطعن في الدين في عام 1883.

### مسيرته السياسية
في نوفمبر 1882 انتُخب لتمثيل وستمنستر في مجلس مدرسة لندن.
في عام 1884، أصبح أفيلينغ شريك إليانور «توسي» ماركس، ابنة كارل ماركس، وبالتالي دُفع إلى الدائرة الداخلية للنظام الاشتراكي البريطاني. في وقت لاحق من عام 1884، انتُخب أفيلينغ وإليانور في المجلس التنفيذي للاتحاد الديمقراطي الاجتماعي. أُثبت بعدها أن هذا الموقف كان مؤقتًا، حيث انفصل الزوجين عن إس دي إف في نهاية العام إلى جانب ويليام موريس وبلفورت باكس في انفصال حاد شكل الرابطة الاشتراكية.
في عام 1884، استعان فريدريك إنجلز بأفيلينغ للمساعدة في ترجمة المجلد الأول من كتاب كارل ماركس رأس المال. حقق أفيلينغ أيضا بعض النجاح ككاتب مسرحيّ تحت الاسم المستعار أليك نيلسون.

في خريف عام 1886، تجول أفيلينغ وإليانور ماركس في الولايات المتحدة، وألقيا محاضرات باسم حزب العمل الاشتراكي. بعد عودتهما، كتبا كتابًا للقراء البريطانيين يشرح بالتفصيل وضع الحركة السياسية اليسارية والنقابات العمالية في الولايات المتحدة، والتي قالوا إنها مأهولة «باشتراكيين غير واعين»، فهم أشخاص يتشاركون في القيم الاشتراكية لكنهم ينكرون الأفكار الاشتراكية. كتب أفيلينغ وماركس:
لم يكن لدى جموع العمال الأمريكيين أي تصور لمعنى الاشتراكية أكثر من «سادتهم»، حيث ضُللوا بشكل مؤسف من قبل الصحف الرأسمالية والاقتصاديين والخطباء الرأسماليين. بعد معظم اجتماعاتنا التقينا بفرسان العمل، ورجال الاتحاد العمالي المركزي، وأعضاء منظمات الطبقة العاملة الأخرى، الذين أخبرونا أنهم دخلوا إلى المكان المناهض للاشتراكية كما تصوروا، لكنهم اكتشفوا أنهم لفترة طويلة كانوا معجبون بأفكارها.
خلال الفترة التي قضاها في الاتحاد الاشتراكي، كتب أفيلينغ وترجم العديد من النصوص الاشتراكية، لكنه مع ذلك بقي شخص غير محبوب في الحركة، وكان موضع اندفاع مستمر للشائعات والاتهامات.
في أغسطس عام 1888، انفصل الفرع الذي ينتمي إليه أفيلينغ وماركس عن الرابطة الاشتراكية التي يهيمن عليها الأناركيون لصالح وجود مستقل باسم جمعية بلومزبري الاشتراكية.
بعد تركه للرابطة الاشتراكية، أصبح أفيلينغ نشطًا في اتحاد عمال الغاز، حيث عمل كمدقق حسابات.
كان أفيلينغ عضوًا مؤسسًا وانتُخب لمجلس الإدارة الوطني لحزب العمل المستقل من قبل مؤتمر 1893 الذي أنشأ المنظمة. ترك تلك المجموعة لينضم مرة أخرى إلى الاتحاد الديمقراطي الاشتراكي الماركسي في عام 1896، على الرغم من خلافه الشخصي والسياسي الطويل الأمد مع زعيم إس دي إف هنري هيندمان.

## وصلات خارجية
- إدوارد أفيلينغ على موقع ميوزك برينز (الإنجليزية)